# ワイデックス
ワイデックス株式会社（Widex Co.,Ltd.）は、デンマークの補聴器専業ブランド・ワイデックスの日本における製造・販売、輸入販売を行っている補聴器メーカーである。

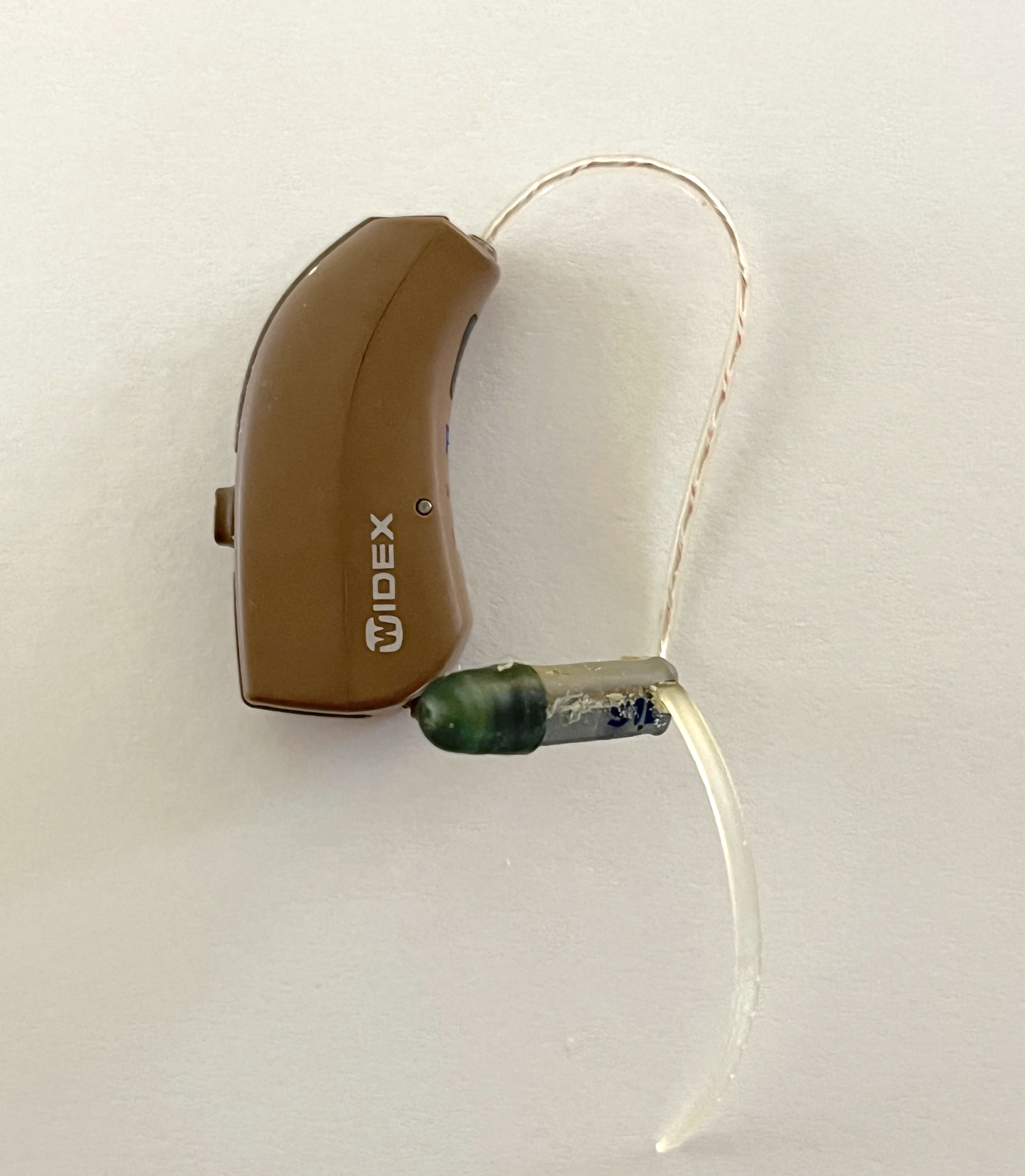

## 概要
1956年、東京の神田駿河台に日本補聴器販売株式会社（1959年に改称する前は「日本補聴器株式会社」）が誕生した。これが、現在のワイデックス株式会社の前身となる。社員数3名。聞こえに悩む多くの方の力になりたいと、海外から補聴器を輸入した。
同年、デンマークの郊外に補聴器の専門メーカー、ワイデックスが誕生した。2人の創業者はエリック・ウェスターマンとクリスチャン・トップホルム。当時、苦心のすえ誕生したワイデックスの補聴器はデンマーク政府が大量に注文を依頼したことをきっかけに事業が軌道に乗り、補聴器メーカーとして確固たる地位を築いていった。
日本補聴器販売株式会社は、1964年から約30年の間に、日本全国の主要都市に営業拠点を構える事になった。その後、「一人でも多くの方に聴こえる喜びを取り戻してもらいたい」という同じ使命を掲げていた日本とデンマークの2社は、2001年1月、ワイデックス株式会社として新たな第一歩をスタートさせることになる。
1996年、ワイデックスは超小型サイズフルデジタル補聴器を開発した。補聴器に入ってきた音を瞬時にデジタル信号に変え、コンピュータで演算人の話し声を増幅しながら騒音を抑えることに成功した。アメリカのスミソニアン博物館では“人類の幸福に貢献する製品”として展示されている。
2006年には、聴覚理論に裏打ちされたISP（統合信号処理）補聴器を発表。
2010年、ワイデックスはコペンハーゲン郊外に新社屋・新工場を設立した。デンマークで初めて採用された新しい地熱・暖房システムは、従来のものに比べて二酸化炭素の排出量を70％削減でき、敷地内に施設した風車による風力発電によって建物に必要な電力を供給しつつ、余った電力で近隣地域の需要もまかなおうとする計画を進行している。また、雨水の再利用システムや、２万枚のソーラーパネルによる太陽光発電システムなど、最先端の技術や設備が新世代の建築物に注ぎ込まれている。
現在では「補聴器は、よりよい聞こえを提供するだけでなく、その先にある大切な方や友人との当たり前の幸せ、聞こえる喜びを手に入れる道具である」といった考えに基づき、一人でも多くの方の聞こえに関する悩みを解決するため、日々、その開発・製造に取り組んでいる。

## 沿革
1956年11月-ワイデックス株式会社の前身、日本補聴器株式会社創業
1959年4月-商号を日本補聴器販売株式会社に改称
1961年6月-東京神田より中央区銀座東に移転
1964年6月-ワイデックス社の日本販売総代理権を取得
1976年5月-横浜市に日本補聴器販売株式会社　横浜店を開設
1976年9月-ABスペシャル社の日本販売総代理権を取得
1978年2月-仙台市に日本補聴器販売株式会社　仙台店を開設
1985年6月-インターアコースティック社の日本販売総代理権を取得
1993年5月-資本金を10百万円に増額
1996年9月-札幌市に日本補聴器販売株式会社　札幌営業所を開設
1997年9月-資本金を117百万円に増額
1998年3月-福岡市に日本補聴器販売株式会社　福岡営業所を開設
1998年5月-大阪市に日本補聴器販売株式会社　大阪営業所を開設
1998年8月-東京都中央区築地に本社を移転
1999年11月-名古屋市に日本補聴器販売株式会社　名古屋営業所を開設
2001年1月-商号をワイデックス株式会社と改称
2001年8月-仙台市にワイデックス株式会社　仙台営業所を開設
2003年10月-東京都墨田区堤通に本社を移転
2005年2月-広島市にワイデックス株式会社　広島営業所を開設
2007年8月-沼津市にワイデックス株式会社　沼津店を開設
2007年8月-富士市にワイデックス株式会社　富士店を開設
2007年10月-長野市にワイデックス株式会社　長野店を開設
2008年8月-つくば市にワイデックス株式会社　つくば店を開設
2008年10月-松本市にワイデックス株式会社　松本店を開設
2009年2月-仙台市にワイデックス株式会社　泉中央店を開設
2010年2月-宇都宮市にワイデックス株式会社　宇都宮店を開設
2010年2月-小山市にワイデックス株式会社　小山店を開設
2010年2月-大田原市にワイデックス株式会社　大田原店を開設
2010年5月-金沢市にワイデックス株式会社　金沢店を開設
2010年7月-郡山市にワイデックス株式会社　郡山店を開設
2011年5月-直営店14店舗をアクティブヒアリング株式会社に譲渡
2022年1月-東京都墨田区より港区浜松町に本社各部門を移転
2022年3月-神奈川県大和市にワイデックスサービスセンターを移転

## 商標

### ブランドスローガン・キャッチフレーズ

#### 現在のブランドスローガン
- Most Natural Sound（モスト ナチュラル サウンド） - どんな人でも聞きたい音が聞こえ、補聴器をつけていることすら忘れてしまうような自然な音を世界中の人に届けたい。ただ聞こえを補うだけでなく、一人ひとりの人生がもっと輝くように。それがわたしたちワイデックスの願いです。

## 主な許可
- 第2種医療機器製造販売業許可番号：13B2X00020
- 医療機器製造業許可番号：13BZ006202

## 関連加盟団体
- 一般社団法人日本補聴器工業会　　http://www.hochouki.com/
- 東京商工会議所　　http://www.tokyo-cci.or.jp/
- 一般社団法人日本補聴器販売店協会　　http://www.jhida.org/
- 日本聴覚医学会　　http://www.audiology-japan.jp/
- テクノエイド協会　　http://www.techno-aids.or.jp/